# スティーブン・コステロ
スティーブン・ジョン・コステロ ( 英:Stephen Costello 、1981年9月29日- ) はアメリカ人の オペラテノール歌手 であり 2009年にリチャードタッカー賞を受賞した。  コステロは ロイヤル・オペラ・ハウス、 メトロポリタン歌劇場、 や シカゴ・リリック・オペラなど著名なオペラハウスで公演を行った。
2010年、コステロはジェイク・ヘギーの『白鯨』の世界初演でグリーンホーン（イシュマエル）役をダラス・オペラで演じた。

## 教育とボーカルトレーニング
コステロは生粋のフィラデルフィア人で, 2007年には 地元の声楽芸術アカデミー（AVA）を卒業し リゴレットの公爵、ラ・ボエームのロドルフォ、 愛の妙薬のネモリーノ、コジ・ファン・トゥッテのフェルランド、 友人フリッツのフリッツ、 妖精ヴィッリのロベルト、 そしてマスネのマノンではデ・グリューを演じた。ボイスティーチャーであるビル・シャーマンと学んだ。

## プロとしてのキャリア
在学中、コステロは 2006年3月に ラ・ボエームのロドルフォを演じ フォートワース歌劇場でプロデビューを果たした。 同年9月  ボルドー国立歌劇場 で愛の妙薬 のネモリーノを演じヨーロッパデビュー。  また、ダラス・オペラ でマリア・ストゥアルダのレスター伯爵、そして ニューヨークオペラ管弦楽団 と ギヨームテルの漁師役でデビューした。 (カーネギーホール でのデビュー)。
コステロは2007‐2008年のシーズンの初日の夜にランメルモールのルチアのアルトゥーロ役として メトロポリタン歌劇場 の舞台に立った。
2008年、彼はザルツブルグ音楽祭で ヴェルディのオテロのカッシオを描いた。
2009年、コヴェントガーデン でシャモニーのリンダのカルロを、  同じシーズンに シカゴ・リリック・オペラでメリーウィドウのカミーユを演じ、モスクワにあるチャイコフスキーコンサートホールにて ロミオとジュリエットのロミオ を、その後 サンディエゴオペラ で演じた。 

他の有名な役には、シラノのクリスチャン（フィラデルフィアのオペラカンパニー）、ロベルト・デヴリュー の表題役（ダラス・オペラ） 、ジャンニスキッキのリヌッチョ （ジェームズ・コンロンによって指揮されたスポレートフェスティバル ）などがある。
2010年4月30日、コステロはジェイク・ヘギーの『白鯨』の世界初演でグリーンホーン（イシュマエル）役をダラス・オペラで演じた(エイハブ船長役は ベン・ヘップナー )。 同年、ラ・ボエーム のロドルフォをベルリン・ドイツ・オペラ とCincinnati Operaシンシナティ・オペラで演じザルツブルグ音楽祭 でロミオとジュリエットに出演した。  2010年11月, アンナボレーナの ペルシを描く。 それにしたがい ダラス・オペラでドニゼッティのチューダーオペラで4シーズンにわたって3人のテノールを演じた。

2016年7月、 サンタフェオペラハウス でロミオとジュリエット のロミオとして出演した。 

## 主な受賞歴
2009年のリチャードタッカー賞に加え、コステロは 2007年の リチャードタッカー音楽財団のキャリア・グラントと 2006年に サラ・タッカー・スタディ・グラントを受賞した。  
他には2006年の歌手のための ジョージ・ロンドン ファンデーションコンクール第一位 ,  声楽芸術アカデミーのジャルジャーリ・ベル・カント・コンクールで第一位と聴衆賞, リシア・アルバネーゼ プッチーニ財団コンクールで第一位を受賞した。

## 関連文献
- Cappelletto, Sandro, "Quel padrino di Puccini", La Stampa, July 4, 2009
- De Butts, Lucy, "Review: Linda di Chamounix, Royal Opera House", The Independent, September 15, 2009
- Midgette, Anne, "Moby-Dick premieres in Dallas", Washington Post, May 3, 2010
- Philadelphia Inquirer, "Philadelphia native tenor wins Richard Tucker Award", April 17, 2009, p. B8
- Oshinsky, Matthew "Rising tenor returns to Ocean Grove, where his career began", The Star-Ledger, July 17, 2009
- Taylor, Kate, "Tenors in Training: The Next Generation", New York Sun, August 18, 2008